# جامعة أوهايو كلية الطب التقويمي

جامعة أوهايو كلية الطب التقويمي (بالإنجليزية: Ohio University College of Osteopathic Medicine)‏ هي إحدى الكليات لتدريس الطب في الولايات المتحدة الأمريكية. تقع في مدينة أثينز في ولاية أوهايو الأمريكية. نوع الشهادة الطبية التي يتم تحصيلها هناك هي دو.